# Òmfale
Segons la mitologia grega, Òmfale (en grec antic Ὀμφάλη), va ser, en la versió més coneguda, una reina de Lídia, filla de Iàrdan.
De primer, sembla que el mite d'Òmfale se situava a l'Èpir, on Òmfale apareix com a epònima de la ciutat d'Omfalion. El mite passà aviat a Lídia, on s'impregnà de pintoresquisme oriental llargament explotat pels poetes hel·lenístics i els artistes. Segons alguns autors, Òmfale era la filla, o també la vídua del rei Tmolos, que li havia deixat el reialme.
Segons Diodor, va tenir Hèracles per esclau durant tres anys, perquè l'heroi es va purificar de la mort d'Ífit. Òmfale va imposar a Hèracles tasques ben diverses, i li va demanar que alliberés el seu territori de bandits i monstres. L'heroi va lluitar contra els Cercops, contra Sileu, i va fer la guerra contra els itoneus, que atacaven les terres d'Òmfale. Es va apoderar de la ciutat que els servia d'amagatall, la va destruir i va convertir els seus habitants en esclaus. Òmfale, admirada de l'habilitat del seu esclau, quan va saber qui eren els seus pares, li donà la llibertat i s'hi va casar. Van tenir dos fills, un anomenat Lamos i l'altre Agelau.
Una altra versió explica que Òmfale s'enamora ben aviat d'Hèracles, i mentre va ser esclau va viure en la comoditat. Òmfale es passejava amb la pell de lleó i la maça d'Hèracles, i l'heroi en canvi, vestit amb la llarga indumentària lídia, filava lli als peus de la reina. Passats tres anys, Hèrcules va marxar de Lídia i va retornar a Grècia.